# اتحاد فولاد
اتحاد فولاد (آلمانی: Stahlpakt) با نام رسمی پیمان دوستی و اتحاد بین آلمان و ایتالیا یک پیمان نظامی و سیاسی بین پادشاهی ایتالیا به رهبری بنیتو موسولینی و آلمان نازی به رهبری آدولف هیتلر بود که در ۲۳ آوریل ۱۹۳۹ امضا شد.
این پیمان که پس از اشغال چسکلواکی از سوی آلمان و حمله ایتالیا به آلبانی عقد می‌شد همکاری‌های دو کشور را به صورت همه‌جانبه گسترش داد و دولت‌های غربی را متوجه ساخت که برای حمایت جدی از کشورهای اروپای شرقی نیازمند همکاری شوروی هستند. اما دیگر دیر شده بود چرا که آلمان مشغول مذاکره جدی با شوروی بود و در اوت همان سال پیمان عدم تجاوز را با این کشور امضا کرد.